# Iljo Dominković
Iljo Dominković (Bukova Greda, 14. siječnja 1960.), bosanskohercegovački novinar, publicist i sportski djelatnik.
Bio je predsjednik Nogometnog saveza BiH i Nogometnog saveza Federacije BiH. Početkom 2012. godine suspendiran je od strane NS BiH. Trenutačno obnaša dužnost predsjednika Nogometnog saveza Posavske županije. Član je Izvršnog odbora NS FBiH.
Kao autor, napisao je više knjiga koje se bave nogometom na području Bosanske Posavine.

## Djela
- Nogomet u Bosanskoj Posavini 1920 - 1995, 1996.
- 85 godina Plavih s Jelasa, 2013.[5]
- 65 žutih ljeta, 2015.[1]
- 70 godina NK „Sloga“ Tolisa (1947. – 2017.), 2016.[6]
- 30 godina Kupa „Zadrugara“ 1962. – 1991, 2018.[7]
- 100 godina nogometa u Posavini - NK Hajduk Orašje 1919. – 2019., 2019.[8]
- 70 godina ponosa, NK „Kostrč“ (1951.-2021.), 2021.[9]
- Na Olimpu Herceg-Bosne, 2022. (suautor)[10]